# Circuito di Cremona

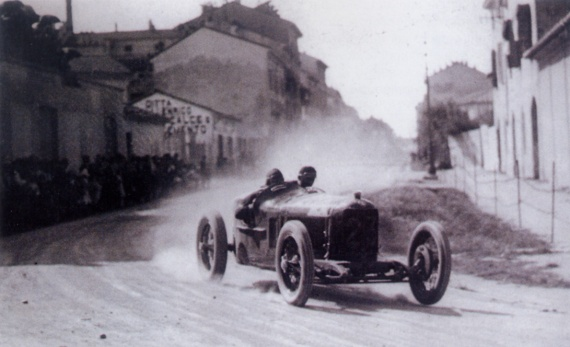
Circuito di Cremona 1924: der spätere Sieger Antonio Ascari auf Alfa Romeo P2 auf der Strecke

Der Circuito di Cremona war ein internationales Rennen für Automobile in Italien, das zwischen 1923 und 1929 insgesamt vier Mal um Cremona in der Lombardei ausgetragen wurde.

## Strecke
Die befahrene Strecke hatte eine Länge von 62,94 km und bestand aus öffentlichen Straßen, die für den Rennbetrieb gesperrt wurden. Sie wurde 1923, 1924 und 1928 entgegen dem Uhrzeigersinn und 1929 mit dem Uhrzeigersinn befahren. Die Piste führte von Cremona in östlicher Richtung bis San Giovanni in Croce, von dort aus nach Norden bis Piadena und dann in westlicher Richtung über Gadesco zurück nach Cremona. Das Teilstück östlich von Gadesco beinhaltete eine 18 km lange Gerade.

## Geschichte
Der erste Circuito di Cremona wurde am 6. Mai 1923 in den Klassen Formula Libre und Voiturettes über eine Distanz von 188,93 km mit 15 teilnehmenden Autos ausgetragen. Erster Sieger in der Formula Libre war der Italiener Antonio Ascari auf Alfa Romeo RLTF. Im folgenden Jahr wurde das Rennen über 321,86 km veranstaltet. Es siegte erneut Ascari auf Alfa Romeo.
Nach einer dreijährigen Pause wurde der Circuito di Cremona 1928 und 1929 erneut ausgetragen. Am 24. Juni 1928 siegte Luigi Arcangeli auf einem französischen Talbot-Darracq 700.
Im Jahr 1929 wurde das Rennen am 29. September über 200 Meilen in den Kategorien bis 1100, bis 1500 und über 1500 cm³ Hubraum ausgeschrieben. In der großen Klasse siegte Gastone Brilli-Peri auf einem Alfa-Romeo-P2-Werkswagen. Die 1500er gewann Luigi Arcangeli auf einem Talbot-Darracq 700 der Scuderia Materassi und in der 1100-cm³-Kategorie war Filippo Sartorio auf einem privat eingesetzten Amilcar-Cyclecar siegreich. Dem Circuito di Cremona voraus ging ein 10-Kilometer-Zeitfahren auf der Gerade bei Gadesco. Dieses gewann Baconin Borzacchini auf einem 16-Zylinder-Maserati V4 mit einer Durchschnittsgeschwindigkeit von 246,083 km/h gewann – einem neuen Geschwindigkeitsweltrekord über 10 km.
Nach 1929 fand der Circuito di Cremona nicht mehr statt.

## Ergebnisse
| Auflage | Jahr          | Klasse                   | Sieger                           | Zweiter                      | Dritter                                   | Pole-Position            | Schnellste Runde                                                                   |                          |
| ------- | ------------- | ------------------------ | -------------------------------- | ---------------------------- | ----------------------------------------- | ------------------------ | ---------------------------------------------------------------------------------- | ------------------------ |
| I       | 1923          | FL                       | Antonio Ascari (Alfa Romeo)      | Alfieri Maserati (Diatto)    | Boggio (Ceirano) und Antonio Masperi (OM) | unbekannt                | Antonio Ascari (Alfa Romeo)                                                        |                          |
| II      | 1924          | FL                       | Antonio Ascari (Alfa Romeo)      | Alete Marconcini (Chiribiri) | Roberto Malinverni (Bugatti)              | unbekannt                | Antonio Ascari (Alfa Romeo)                                                        |                          |
|         | 1925 bis 1927 | kein Circuito di Cremona | kein Circuito di Cremona         | kein Circuito di Cremona     | kein Circuito di Cremona                  | kein Circuito di Cremona | kein Circuito di Cremona                                                           | kein Circuito di Cremona |
| III     | 1928          | GP                       | Luigi Arcangeli (Talbot)         | Tazio Nuvolari (Bugatti)     | Emilio Materassi (Talbot)                 | unbekannt                | Giuseppe Campari (Alfa Romeo)                                                      |                          |
| IV      | 1929          | GP                       | Gastone Brilli-Peri (Alfa Romeo) | Achille Varzi (Alfa Romeo)   | Ernesto Maserati (Alfa Romeo)             | unbekannt                | Achille Varzi (Alfa Romeo) (offiziell) Ernesto Maserati (Alfa Romeo) (inoffiziell) |                          |

| Legende   | Legende                                                                                              | Legende                                                     |
| Abkürzung | Klasse                                                                                               | Kommentar                                                   |
| --------- | --- | ----------------------------------------------------------- |
| F1        | Formel 1                                                                                             | Formel-1-Weltmeisterschaft ab 1950                          |
| F2        | Formel 2                                                                                             |                                                             |
| FL        | Formula libre                                                                                        | Fahrzeugklasse in der Regel vom Veranstalter ausgeschrieben |
| SW        | Sportwagen                                                                                           |                                                             |
| TW        | Tourenwagen                                                                                          |                                                             |
| GP        | Grand-Prix-Fahrzeuge                                                                                 |                                                             |
|           | ↓ Durchgehende graue Linien zeigen an, wann in der Geschichte auf einem neuen Kurs gefahren wurde. ↓ |                                                             |
|           | |                                                             |
|           | Einträge mit hellrotem Hintergrund waren keine Läufe zur Automobil- bzw. Formel-1-Weltmeisterschaft. |                                                             |
|           | Einträge mit gelbem Hintergrund waren Läufe zur Europameisterschaft.                                 |                                                             |